# Paul Waggoner
Paul Waggoner es un músico estadounidense, más conocido como el guitarrista principal y miembro fundador de la banda de metal progresivo Between the Buried and Me. 

## Biografía
El interés musical de Waggoner comenzó cuando niño, durante el auge del grunge, que lo inspiró a ser cantante, pero al no alcanzarle el dinero para obtener un micrófono, compró un amplificador y una guitarra la cual era un modelo Ibanez Studio que conserva hasta el día de hoy.
A diferencia de sus compañeros de banda que tienen otros proyectos musicales, Waggoner concentra todo el grueso de su composición en Between the Buried and Me ya que, en parte, prefiere utilizar su tiempo libre en actividades fuera del ámbito musical, como un negocio de cafetería o su afición deportiva.
Waggoner es un vegano y straight edge.

## Equipo e interpretación
Desde sus comienzos Waggoner utiliza fundamentalmente guitarras Ibanez y desde 2008 toca ocasionalmente con PRS. Ha utilizado uñetas Bare Knuckle Black Hawks.
Paul Waggoner y Dustie Waring tocan con afinación Do# estándar, con cuerdas D'Addario de calibre personalizado. Utilizan un dispositivo inalámbrico Line 6 Relay G50. Waggoner tiene un simulador de efectos Fractal Audio Axe-FX Ultra a través de un amplificador Mesa Boogie Simul-Class 2:90. Controla su Fractal a través de una pedalera Rocktron All Access.
Aunque tomó unas lecciones en su adolescencia, Waggoner es principalmente un guitarrista autodidacta. Entre sus principales influencias guitarrísticas se encuentran Allan Holdsworth y Devin Townsend.  Suele componer en primer lugar y después aprender a interpretar sus composiciones con la ayuda de un metrónomo.

## Discografía
| Con Between the Buried and Me - 2002 - Between the Buried and Me - 2003 - The Silent Circus - 2005 - Alaska - 2006 - The Anatomy of... - 2007 - Colors - 2009 - The Great Misdirect - 2012 - The Parallax II: Future Sequence - 2015 - Coma Ecliptic - 2018 - Automata I - 2018 - Automata II - 2021 - Colors II | Con Prayer for Cleansing - 1999 - Rain in Endless Fall - 2003 - The Tragedy |